# 尾上新太郎
尾上 新太郎（おがみ しんたろう、1943年9月 - ）は、日本の国文学者。学位は、博士（言語文化学）（大阪大学・論文博士・2008年）。大阪府大阪市出身。

## 学歴
- 1969年 成蹊大学文学部卒業
- 1971年 京都大学大学院文学研究科修士課程修了（文学修士）
- 1974年 京都大学大学院文学研究科博士課程単位取得満期退学
- 2008年「戦時下の小林秀雄に関する研究」で博士（言語文化学）（大阪大学）の学位を取得。

## 職歴
- 1974年 佛教大学常勤講師
- 1979年 大阪外国語大学助教授
- 1990年 大阪外国語大学教授
- 2007年10月 同大と大阪大学の統合により、大阪大学大学院言語文化研究科教授
- 2008年11月、定年退任。
- 2014年、神戸常盤大学教育学部教授（2016年3月学科完成年度を迎えるとともに退任）

## 著書
- 『戦時下の小林秀雄に関する研究』（和泉書院・2006年）

## 所属学会
- 京都大学国文学会
- 大阪外国語大学言語社会学会
- 日本近世文学会
- 仏教文学会
- 和歌文学会